# 新茶屋 (名古屋市)
新茶屋（しんちゃや）は、愛知県名古屋市港区の地名。現行行政地名は新茶屋一丁目から新茶屋五丁目。住居表示未実施。

## 地理
名古屋市港区の西部に位置し、東に大西、南に小川と天目町、北に西福田と寺前町と接する。

## 歴史

### 町名の由来
当地が茶屋新田に対して通称として新茶屋と呼ばれていたことによるという。

### 沿革
- 1990年（平成2年）6月11日 - 港区新茶屋一丁目から同三丁目が南陽町茶屋新田・南陽町茶屋後新田の各一部により、新茶屋四丁目および同五丁目が南陽町茶屋後新田の一部によりそれぞれ成立する[1]。

## 世帯数と人口
2019年（平成31年）3月1日現在の世帯数と人口は以下の通りである。
| 丁目         | 世帯数  | 人口    |
| ------------ | ------- | ------- |
| 新茶屋一丁目 | 130世帯 | 225人   |
| 新茶屋二丁目 | 112世帯 | 186人   |
| 新茶屋三丁目 | 58世帯  | 146人   |
| 新茶屋四丁目 | 113世帯 | 284人   |
| 新茶屋五丁目 | 214世帯 | 586人   |
| 計           | 627世帯 | 1,427人 |

### 人口の変遷
国勢調査による人口の推移
| 2000年（平成12年） | 1,518人 | [ WEB 6 ] |  |
| 2005年（平成17年） | 1,630人 | [ WEB 7 ] |  |
| 2010年（平成22年） | 1,665人 | [ WEB 8 ] |  |
| 2015年（平成27年） | 1,717人 | [ WEB 9 ] |  |

## 学区
市立小・中学校に通う場合、学校等は以下の通りとなる。また、公立高等学校に通う場合の学区は以下の通りとなる。
| 丁目         | 番・番地等 | 小学校                 | 中学校               | 高等学校 |
| ------------ | ---------- | ---------------------- | -------------------- | -------- |
| 新茶屋一丁目 | 全域       | 名古屋市立西福田小学校 | 名古屋市立南陽中学校 | 尾張学区 |
| 新茶屋二丁目 | 全域       | 名古屋市立西福田小学校 | 名古屋市立南陽中学校 | 尾張学区 |
| 新茶屋三丁目 | 全域       | 名古屋市立西福田小学校 | 名古屋市立南陽中学校 | 尾張学区 |
| 新茶屋四丁目 | 全域       | 名古屋市立西福田小学校 | 名古屋市立南陽中学校 | 尾張学区 |
| 新茶屋五丁目 | 全域       | 名古屋市立西福田小学校 | 名古屋市立南陽中学校 | 尾張学区 |

## 施設
- 三十番神社[2]
- 延命地蔵尊（高地蔵）[2]

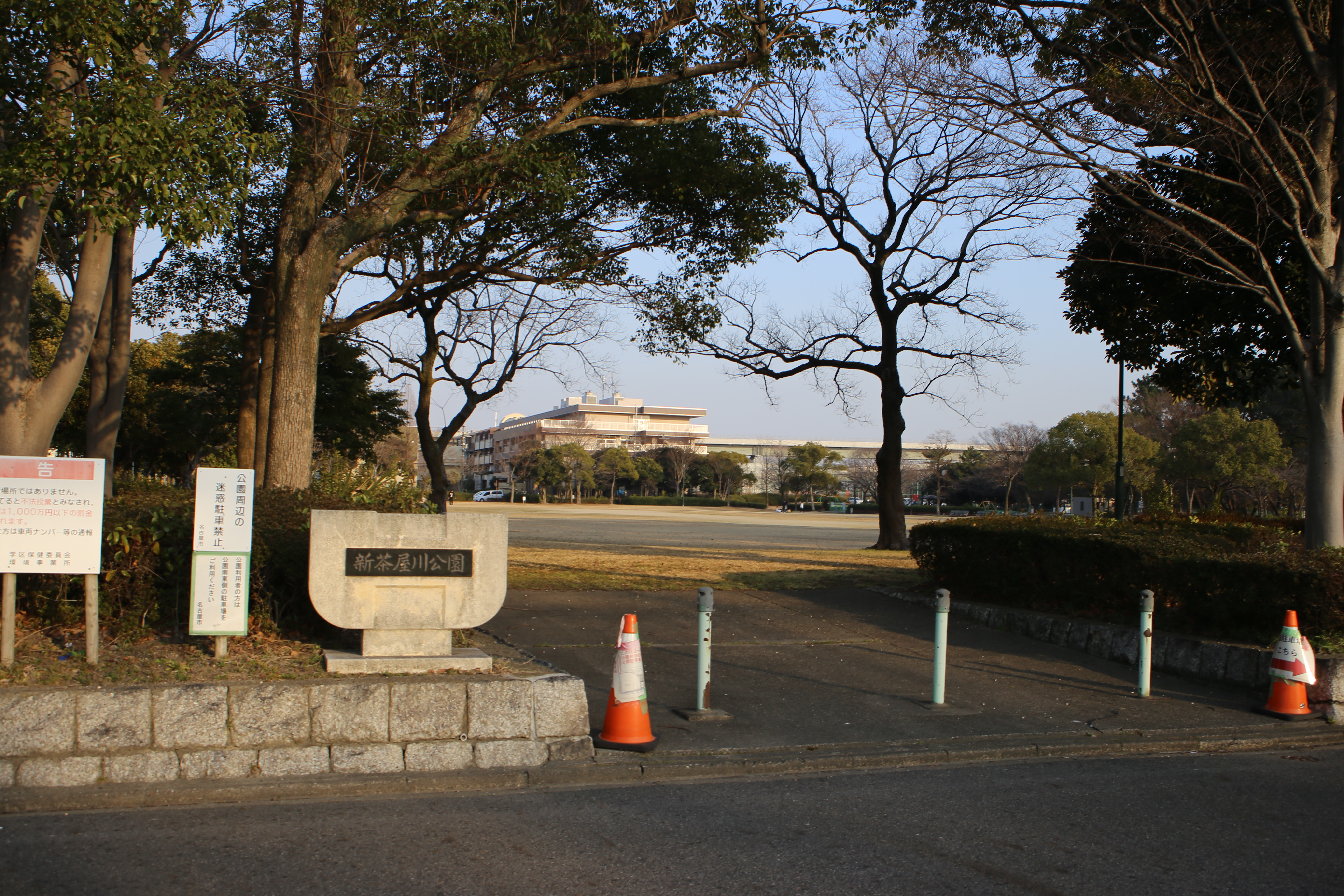
新茶屋川公園
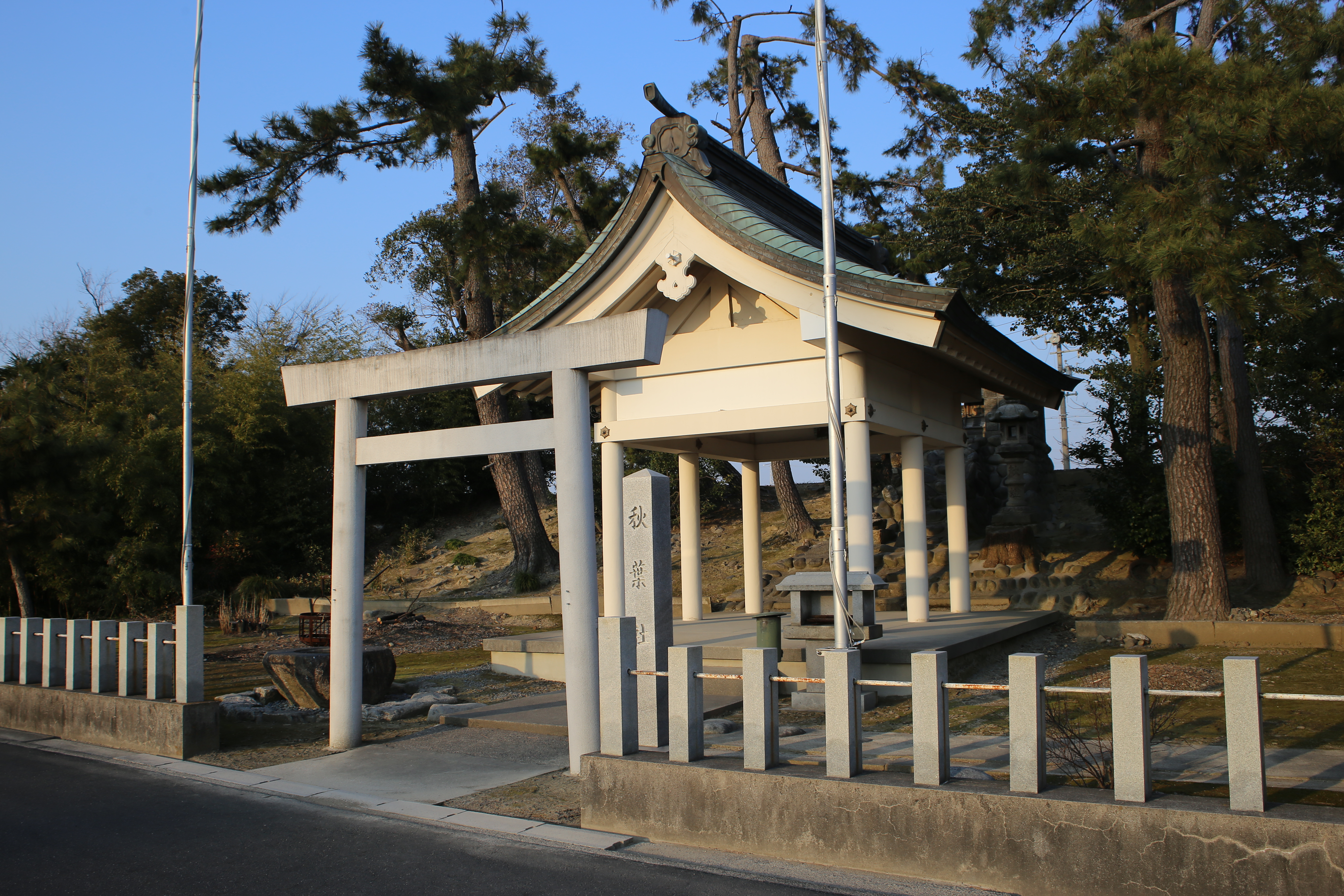
秋葉社
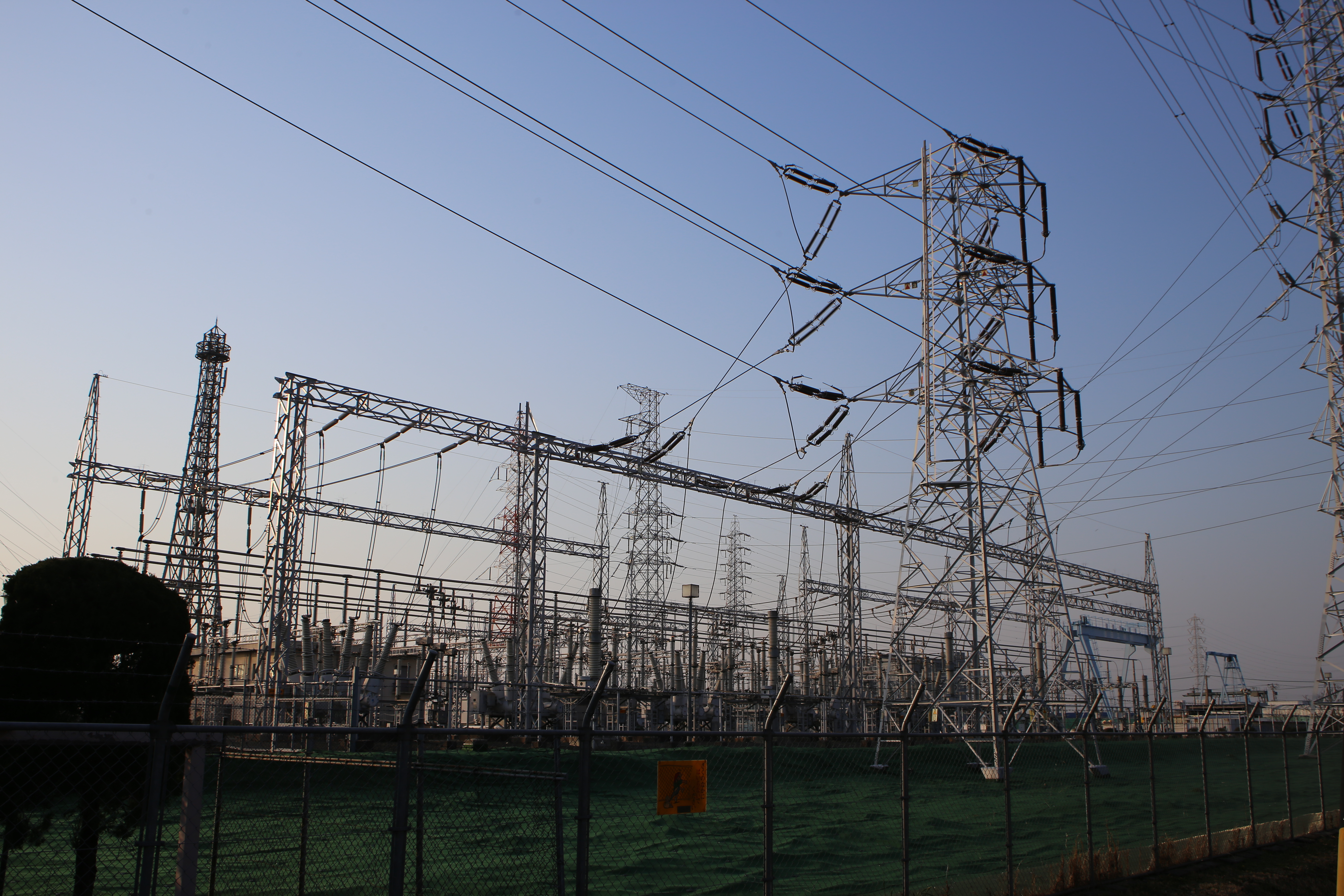
名南変電所

- 新茶屋川公園
- 秋葉社
- 名南変電所

## その他

### 日本郵便
- 郵便番号 : 455-0863[WEB 3]（集配局：名古屋港郵便局[WEB 12]）。

### WEB
1. ↑  “愛知県名古屋市港区の町丁・字一覧”.   人口統計ラボ. 2017年10月7日閲覧。
2. 1 2  “町・丁目(大字)別、年齢(10歳階級)別公簿人口(全市・区別)”.   名古屋市 (2019年3月20日). 2019年3月21日閲覧。
3. 1 2  “郵便番号”.  日本郵便. 2019年3月17日閲覧。
4. ↑  “市外局番の一覧”.   総務省. 2019年1月6日閲覧。
5. 1 2  名古屋市役所市民経済局地域振興部住民課町名表示係 (2015年10月21日). “港区の町名一覧”.   名古屋市. 2020年11月15日閲覧。
6. ↑  名古屋市役所総務局企画部統計課統計係 (2005年7月1日). “（刊行物）名古屋の町(大字)・丁目別人口 (平成12年国勢調査) 港区” (XLS). 2017年10月8日閲覧。
7. ↑  名古屋市役所総務局企画部統計課統計係 (2007年6月29日). “平成17年国勢調査　名古屋の町(大字)別・年齢別人口 港区” (XLS). 2017年10月8日閲覧。
8. ↑  名古屋市役所総務局企画部統計課統計係 (2012年6月29日). “平成22年国勢調査　名古屋の町(大字)別・年齢別人口 港区” (XLS). 2017年10月8日閲覧。
9. ↑  名古屋市役所総務局企画部統計課統計係 (2017年7月7日). “平成27年国勢調査　名古屋の町(大字)別・年齢別人口” (XLS). 2017年10月8日閲覧。
10. ↑  “市立小・中学校の通学区域一覧”.   名古屋市 (2018年11月10日). 2019年1月14日閲覧。
11. ↑  “平成29年度以降の愛知県公立高等学校（全日制課程）入学者選抜における通学区域並びに群及びグループ分け案について”.   愛知県教育委員会 (2015年2月16日). 2019年1月14日閲覧。
12. ↑  “郵便番号簿 2018年度版” (PDF).   日本郵便. 2019年4月14日閲覧。

### 文献
1. 1 2  名古屋市計画局 1992, p. 845.
2. 1 2 3  名古屋市計画局 1992, p. 524.